# Rouleau (Canada)
Rouleau is een plaats is het zuiden van Saskatchewan, Canada. In 2006 woonden er in Rouleau 400 mensen. De oppervlakte bedraagt 1,65 km².

## Postkantoor
In 1895 was er al een postkantoor op de plaats waar later Rouleau gesticht zou worden.

## Corner Gas
Rouleau is vooral bekend als "Dog river" doordat de opnamen voor de televisieserie Corner Gas er grotendeels plaatsvonden. Voor deze opnamen werden er een compleet tankstation en een coffeeshop gebouwd. Deze werden echter alleen gebruikt voor buitenopnames. De binnenopnames vonden plaats in Regina.
Nog altijd trekt het stadje veel toeristen die de locaties uit Corner Gas willen bezichtigen.